# Sokołowate
Sokołowate (Falconidae) – rodzina ptaków z rzędu sokołowych (Falconiformes). 

## Zasięg występowania
Rodzina obejmuje gatunki drapieżne, zamieszkujące cały świat poza Antarktydą. 

## Cechy charakterystyczne
Ptaki te charakteryzują się następującymi cechami:
- długość ciała od 15 do 50 cm
- silnie zagięty ku dołowi dziób, ma w pobliżu nasady „ząb”, wsuwający się przy zwarciu szczęk we wcięcie w żuchwie
- wąskie i krótkie skrzydła umożliwiają lot z dużymi prędkościami (w locie nurkowym ponad 300 km/h) oraz szybkie i dokładne manewrowanie (przy pogoni za zdobyczą)
- samice są większe od samców (nawet o 30%)
- w obrębie gatunku często występuje polimorfizm barwny niezwiązany ani z płcią, ani z wiekiem
- żywią się upolowanymi przez siebie kręgowcami (często chwytanymi w locie) lub owadami, zazwyczaj unikają padliny
- wyprowadzają jeden lęg w roku, złożony z 3 do 6 jaj
- nie budują gniazd; gnieżdżą się w szczelinach skalnych lub opuszczonych gniazdach innych ptaków.

## Systematyka
Do rodziny należą następujące podrodziny:
- Herpetotherinae Lesson, 1843 – trębacze
- Falconinae W.E. Leach, 1820 – sokoły